# 목춘수
목춘수(睦春洙, 1948년 5월 15일 ~ )는 대한민국의 성우이다. 1968년 EBS 특기 성우로 데뷔하였다.

## 주요 출연작품

### 애니메이션
- 플랜더스의 개 (EBS)

### 외화
- 말괄량이 삐삐 (KBS)

1. ↑  “2023-08-31-121814 hosted at ImgBB”. 2023년 8월 31일에 확인함.